# Богдан Хмельницький (монета)
«Богда́н Хмельни́цький» — ювілейна монета номіналом 200 000 карбованців, випущена Національним банком України. Присвячена 400-річчю з дня народження Богдана Хмельницького — гетьмана України, видатного державного, політичного і військового діяча XVII століття, який вніс значний внесок у становлення української державності в один з найдраматичніших періодів визвольної війни українського народу в 1648—1654 роках.
Монету було введено в обіг 19 липня 1995 року. Вона належить до серії «Видатні особистості України».

## Опис та характеристики монети
| Номінал карб. | Метал                 | Маса, грам | Діаметр, мм. | Якість виготовлення | Гурт     | Тираж, штук |
| ------------- | --------------------- | ---------- | ------------ | ------------------- | -------- | ----------- |
| 200 000       | мідно-нікелевий сплав | 14,35      | 33,0         | пруф-лайк           | рифлений | 250 000     |

### Аверс
На аверсі монети в центрі кола, утвореного намистовим узором, знаходиться зображення малого Державного Герба України в обрамленні з двох боків гілками калини. Над гербом розміщена дата 1995 — рік карбування монети, під гербом — у два рядки по колу напис «200000 КАРБОВАНЦІВ», який позначає номінальну вартість монети (число 200000 розміщено в розриві намистового узору). Між зовнішнім кантом і намистовим узором вгорі по колу напис «НАЦІОНАЛЬНИЙ БАНК УКРАЇНИ», відокремлений з двох боків від слова «КАРБОВАНЦІВ» розділовими позначками у вигляді ромбів. Зовнішній кант виступає над поверхнею монети.

### Реверс

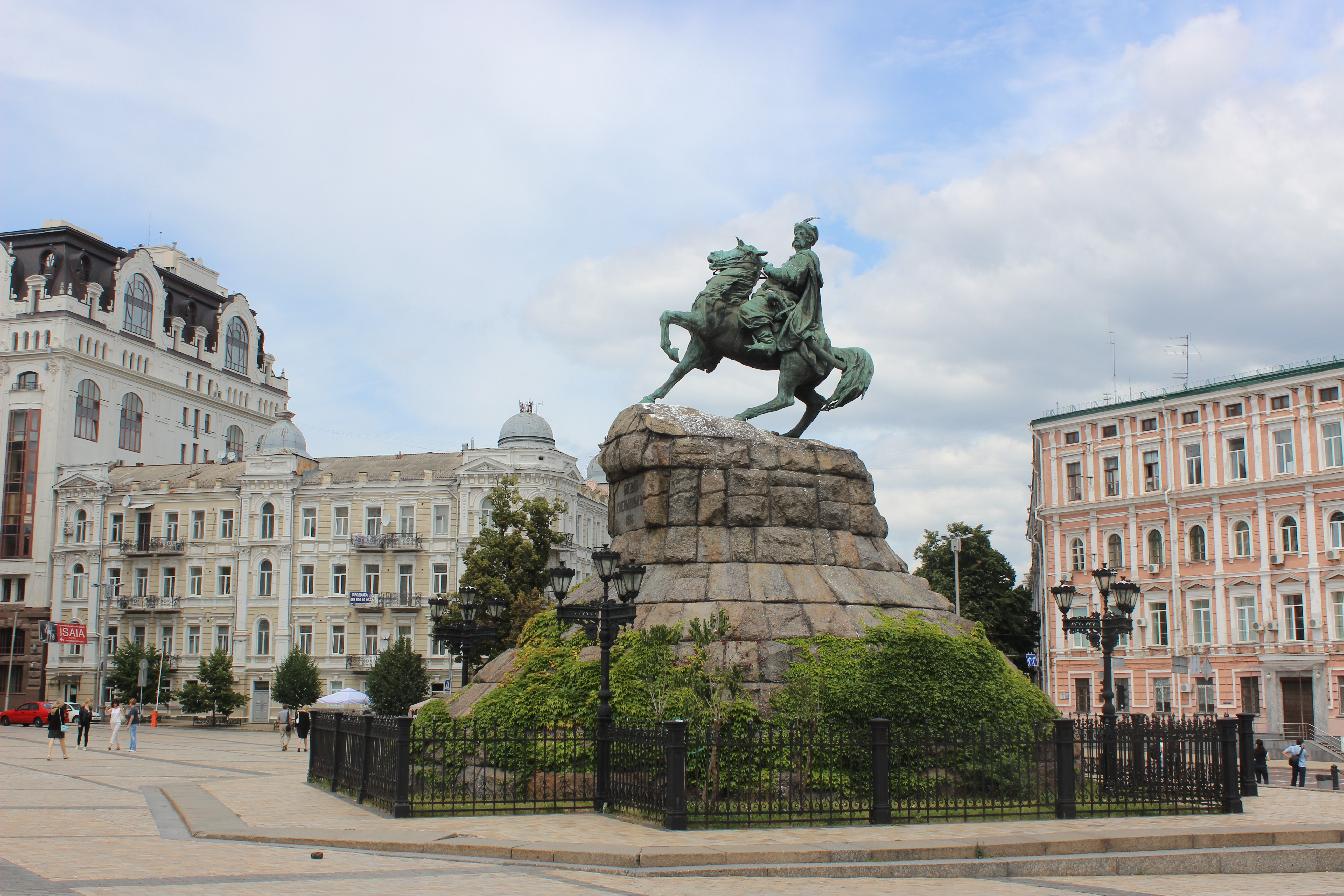
Пам'ятник Богданові Хмельницькому у Києві

На реверсі монети в центрі розміщено фотографічне зображення пам'ятника Богдану Хмельницькому на Софійському майдані в Києві. По колу монети написи: ліворуч «БОГДАН», праворуч від пам'ятника «ХМЕЛЬНИЦЬКИЙ», «1595 — 1657» на фоні постаменту.

## Автори
- Художники: Олександр Івахненко (аверс), Анатолій Пономаренко (реверс).
- Скульптори: Олександр Хазов (аверс), Вячеслав Харламов (реверс).

## Вартість монети
Під час введення монети в обіг 1995 року, Національний банк України розповсюджував монету за її номінальною вартістю — 200000 карбованців.
Фактична приблизна вартість монети, з роками змінювалася так:
| Рік        | 2005 | 2006 | 2007 | 2008 | 2009 | 2010 | 2011 | 2012 | 2013 | 2014 | 2015 | 2016 | 2017 | 2018 | 2019 | 2020 | 2021 | 2022 | 2023 | 2024 | 2025 |
| ---------- | ---- | ---- | ---- | ---- | ---- | ---- | ---- | ---- | ---- | ---- | ---- | ---- | ---- | ---- | ---- | ---- | ---- | ---- | ---- | ---- | ---- |
| Ціна, грн. | 5    | 5    | 8    | 10   | 15   | 15   | 15   | 15   | 20   | 20   | 23   | 30   | 40   | 50   | 50   | 60   | 85   | 90   | 160  | 210  | 290  |